# Decaline
Decaline of decahydronaftaleen is een bicyclische organische verbinding met als brutoformule C10H18. Het is een kleurloze vloeistof met een aromatische geur die lijkt op kamfer. De structuur kan worden opgevat als 2 cyclohexaanringen die een binding gemeenschappelijk hebben.

## Synthese
Decaline is het verzadigde analoog van naftaleen. Het kan hieruit worden bereid door volledige hydrogenering in gesmolten toestand, in aanwezigheid van een katalysator (typisch palladium op koolstof).

## Stereochemie
Decaline komt voor in een cis- en een trans-isomeer. De trans-vorm (1) is energetisch stabieler doordat er geen sterische interacties aanwezig zijn tussen de waterstofatomen op beide ringen. Bij de cis-vorm (2) maken de twee cyclohexaanringen een hoek van 90° met elkaar, zodat de waterstofatomen veel meer sterische hindering ondervinden.
De cis-vorm kan - net zoals cyclohexaan - omklappen via een ringinversie. Bij de trans-vorm is dat niet mogelijk.

## Toepassingen
Decaline wordt - net als tetraline - gebruikt als industrieel oplosmiddel voor vele harsen. Verder wordt het in schoencrème gebruikt en bij de productie van dyneema.

## Toxicologie en veiligheid
Decaline werkt enigszins prikkelend op huid en slijmvliezen. Het wordt via de huid opgenomen. Decaline vormt met zuurstof gemakkelijk explosieve organische peroxiden.